# Nikolaus Netzer
Nikolaus Netzer (* 1967 in Schruns) ist ein österreichischer Dirigent und Musikschuldirektor.

## Leben und Wirken
Nikolaus Netzer studierte an der Universität Innsbruck Musik- und Instrumentalerziehung  mit den Schwerpunkten Chor- und Ensembleleitung. Das Studium schloss er mit dem Magister artium ab. Sein Dirigierdiplom erwarb er am Tiroler Landeskonservatorium. Folgend assistierte Nikolaus Netzer u. a. bei den Dirigenten Gustav Kuhn, Umberto Cattini, Karl Österreicher, Nikolaus Harnoncourt.  
Von 1996 bis 2001 zeichnete er als musikalischer Leiter des Innsbrucker Universitätsorchester verantwortlich. Ferner übernahm Nikolaus Netzer 1999 die Leitung des Kammerorchesters Musica Camerata Innsbruck und später die  musikalische Leitung des Tiroler Kammerchors Wörgl. Zudem lehrte er an der Musikschule der Stadt Innsbruck, an der Universität für Musik und Darstellende Kunst Mozarteum in Salzburg sowie an der Universität Innsbruck.
Von 1999 bis 2001 war er Chordirektor und Kapellmeister der Tiroler Festspiele in Erl, 2001–05 Chordirektor und Kapellmeister am Theater Ulm. Im Jahr 2004 übernahm Nikolaus Netzer die künstlerische Verantwortung für das Festival Montafoner Sommer. Von 2005 bis 2009 war er Chordirektor und Kapellmeister am Tiroler Landestheater Innsbruck. Im Dezember 2007 wurde er zum künstlerischen Leiter des Musiktheaters Vorarlberg, Sitz in Götzis, gewählt.
Nikolaus Netzer war auch als freischaffender Musiker vor allem auf dem Gebiet der alten Musik tätig, u. a. bei den Orchestern Armonico Tributo, Wiener Akademie und Sol-sol-la-sol. Dabei arbeitete er mit Künstlern wie Joshua Rifkin, Konrad Junghänel, Andrew Parrott, Howard Arman und Martin Haselböck zusammen. Seit Oktober 2009 ist Nikolaus Netzer Direktor der Musikschule Feldkirch in Vorarlberg.
Der Dirigent ist mit der Sopranistin Vera Schoenenberg verheiratet. Das Ehepaar hat zwei Söhne.